# Hiến, Thương Châu
Hiến (chữ Hán giản thể: 献县, âm Hán Việt: Hiến huyện) là một huyện thuộc địa cấp thị Thương Châu, tỉnh Hà Bắc, Cộng hòa Nhân dân Trung Hoa. Huyện có diện tích 1191 ki-lô-mét vuông, dân số 560.000 người. Mã số bưu chính của huyện Hiến là 062250. Chính quyền huyện Hiến đóng ở trấn Nhạc Thọ. Về mặt hành chính, huyện này được chia thành 2 trấn, 14 hương và 1 hương dân tộc.
- Trấn: Nhạc Thọ, Hoài Trấn.
- Hương: Trương Thôn, Trần Trang, Hà Thành Nhai, Lũy Đầu, Đoạn Thôn, Lâm Hà, Nam Hà Đầu, Mạch Nam, Từ Lưu Cao, Đôn Trang, Thương Lâm, Hàn Thôn, Thập Ngũ Cấp, Tiểu Bình Vương.
- Hương dân tộc Hồi Bản Trai.